# Marie-Victoire de Savoie
Marie Victoire France de Savoie-Carignan, née à Turin le 9 février 1690 et morte à Paris le 8 juillet 1766, est une fille légitimée de Victor-Amédée II de Savoie, premier roi de la maison de Savoie. Mariée au chef d'une branche cadette de la maison de Savoie, elle est l'ancêtre des rois de Sardaigne et des rois d'Italie de cette dynastie.

## Enfance
Marie-Victoire de Savoie est la fille naturelle de Victor-Amédée II de Savoie et de sa favorite Jeanne-Baptiste d'Albert de Luynes. Née à Turin le 9 février 1690, alors que son père était duc de Savoie, la liaison entre ses parents avait commencé dès le début de l'année 1689. Fille d'un duc de Luynes et femme d'un noble de la cour de Savoie - le comte de Verrue - elle souhaitait initialement éviter cette liaison avec le duc de Savoie. Mais l'ambition poussa sa belle-famille et même la duchesse, Anne-Marie d'Orléans, à encourager cette aventure.
Le succès de sa mère rendit Marie-Victoire impopulaire à la cour de Savoie. Son père, jaloux et obsédé par Jeanne-Baptiste, finit par l'exclure de la cour. Jeanne-Baptiste fuit alors la Savoie pour trouver refuge à la cour de France, auprès de Louis XIV. Leurs deux enfants, Marie-Victoire et Victor-François de Savoie (en), restèrent en Savoie sous la protection de leur père.
En 1701, le duc de Savoie légitime ses deux enfants naturels, faisant de Victor le marquis de Suse et donnant à Marie-Victoire le pendant féminin de ce titre, Marquise de Suse.

## Mariage
En 1713, Victor-Amédée accède au trône de Sicile, qu'il échangera en 1720 avec Charles VI contre la couronne de Sardaigne, plus aisée à défendre. Fiancée à la mi-1714, par un arrangement dans la tradition de Louis XIV de marier ses héritiers légitimés à des enfants royaux, Marie-Victoire épouse à 23 ans Victor-Amédée de Savoie, prince de Carignan le 7 novembre 1714, à Moncalieri. Son père, le roi de Sicile, garantit au prince un revenu annuel de 400 000 livres, en partie pour compenser la perte de prestige liée au mariage avec un enfant naturel.
En 1717, le prince de Carignan se retrouve profondément endetté et perd les faveurs du roi de Sardaigne. Il se réfugie alors en France, en juillet 1718, sous la régence de Philippe d'Orléans sous le nom de Comte de Bosco. Marie-Victoire le suit peu de temps après.

## Vie en France
Le couple s'établit donc à la cour de leur neveu, l'enfant-roi Louis XV, au Palais des Tuileries. Victor-Amédée se voit nommé intendant des Menus-Plaisirs, et le couple vit à l'Hôtel de Soissons qu'il a récupéré de l'héritage des comtes de Soissons confisqué quand la Savoie devint ennemi de la France lors de la guerre de succession d'Espagne. Ils y menèrent une vie scandaleuse, le transformant en un des endroits les plus dangereux pour jouer de l'argent.
Marie-Victoire se lie alors d'amitié avec le Cardinal de Fleury, précepteur du roi  et Louis-Henri, duc de Bourbon, alors premier ministre de Louis XV après la mort de Philippe d'Orléans.
Marie-Victoire commence alors une carrière d'intrigante, avec le duc de Bourbon, tout en devenant espionne pour son père le duc de Savoie. Elle a notamment poussé la reine Marie Leszczynska à influencer politiquement son mari le roi, complot qui impliquait pour le duc de Bourbon de mettre au jour les agissement du cardinal de Fleury, ce qui a très mal tourné pour le duc. La reine finit toutefois par suivre les conseils de Marie-Victoire sur la façon de se réconcilier avec le roi après cette affaire, même si les deux femmes ne furent jamais très proches.

## Descendance
- Joseph-Victor-Amédée (1716, mort jeune)
- Anne-Thérèse (1717-1745), princesse de Soubise
- Louis-Victor (1721-1778), prince de Carignan
- Victor-Amédée (1722, mort jeune)
- une fille, née en 1729

## La fin de sa vie
En 1740, Marie-Victoire marie son fils Louis-Victor à Christine-Henriette de Hesse-Rheinfels-Rotenbourg, sœur de la feue reine de Sardaigne Polyxène de Hesse-Rheinfels-Rotenbourg et de Caroline de Hesse-Rheinfels-Rotenbourg, épouse du duc de Bourbon tombé en disgrâce. 
En avril de cette même année, son mari Victor-Amédée meurt, criblé de dettes. Marie-Victoire mène alors une vie discrète de veuve, et marie sa fille Anne-Thérèse en 1741, au prince veuf Charles de Rohan-Soubise. Ils auront une fille, Victoire de Rohan, qui deviendra la gouvernante de la fille de Louis XVI, Marie-Thérèse.
Marie-Victoire meurt à Paris le 8 juillet 1766. Elle est la grand-mère paternelle de la princesse de Lamballe, amie tragique de Marie-Antoinette.